# Seiji Matsuyama
Seiji Matsuyama (松山 せいじ, Matsuyama Seiji , nacido el 28 de abril de 1975) es un mangaka japonés de la prefectura de Fukuoka. Es conocido por dibujar muchas obras con mujeres con senos extremadamente grandes, y él mismo se refiere a sí mismo como un "artista de manga boobie" en su doujinshi y otras publicaciones. Está casado con el también artista de manga Sayu Matsuyama (松山 紗夕, Matsuyama Sayu).